# Фитинговая платформа

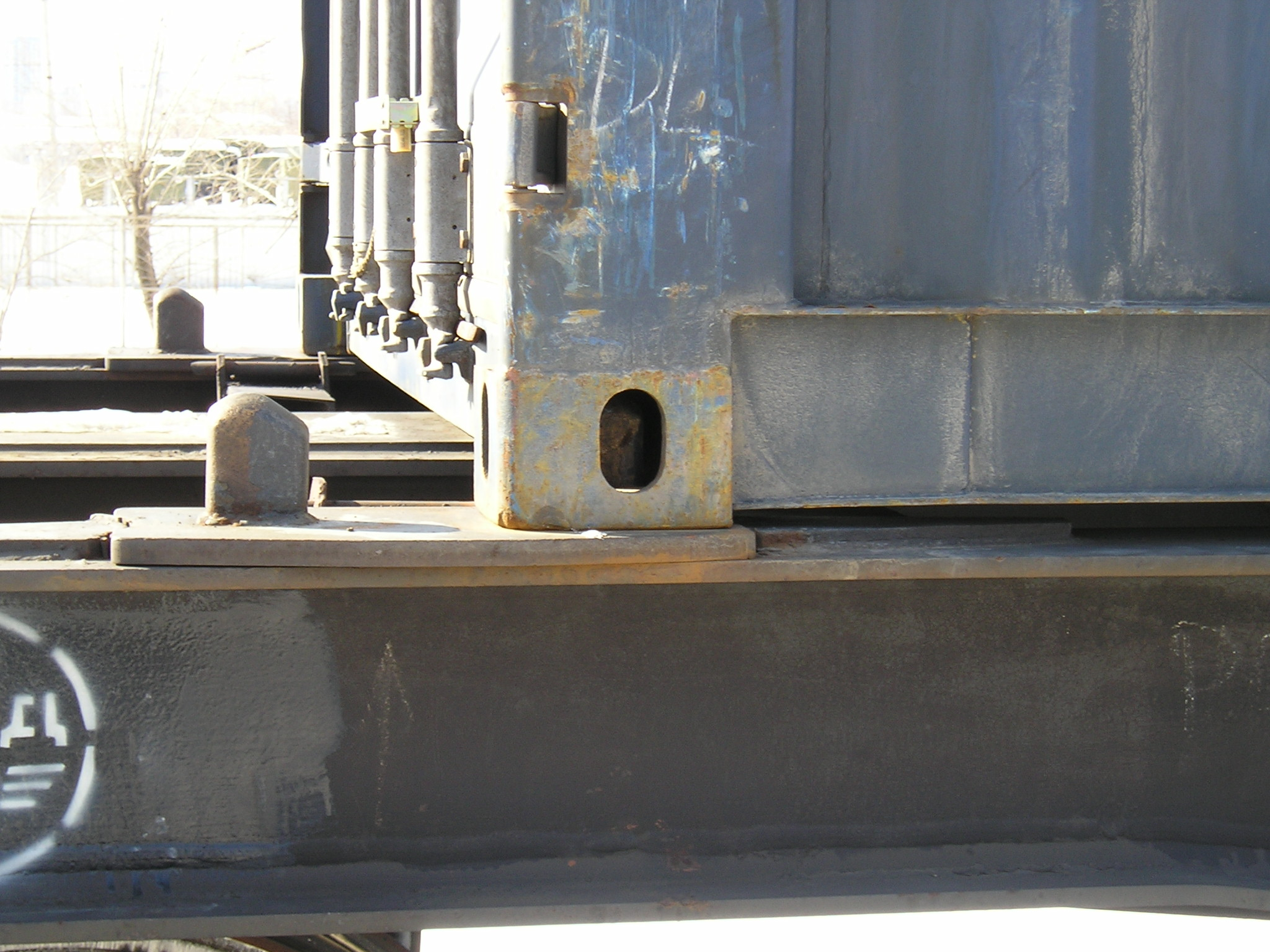
Фитинговый упор

Фитинговая платформа (англ. fitting, от англ. fit — прилаживать, монтировать, собирать) — специализированная железнодорожная платформа (вагон), предназначенная для перевозки крупнотоннажных контейнеров (ISO 668) и оборудованная специализированными узлами для их крепления — фитинговыми упорами (этот упор входит в замок контейнера).

## Модели фитинговых платформ
У некоторых моделей фитинговых платформ отсутствует настил пола и фитинговые упоры приварены непосредственно к раме платформы. Такие фитинговые платформы предназначены только для перевозки контейнеров. Часть моделей — универсальные, у таких платформ фитинговые упоры крепятся на шарнирах к раме платформы и могут складываться и не мешать погрузке другого вида груза (техника, длинномерные грузы и т. д.).
Основные модели, эксплуатирующиеся на железных дорогах России:

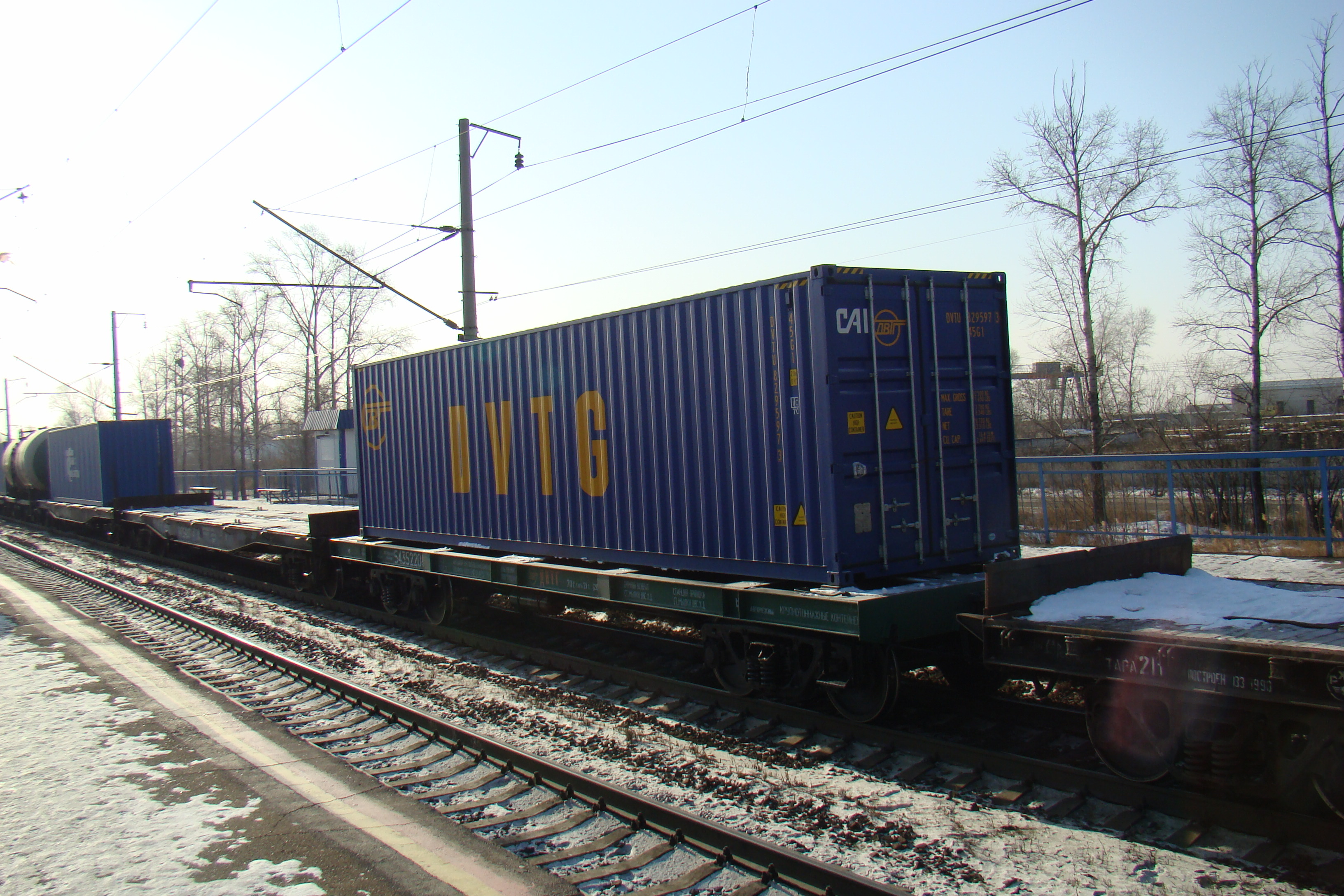
40-футовые контейнеры на платформах. Ближняя платформа с настилом без фитинговых упоров, ближний контейнер установлен на фитинговую платформу, между контейнерами платформа с настилом с установленными фитинговыми упорами, на такой же платформе и дальний контейнер

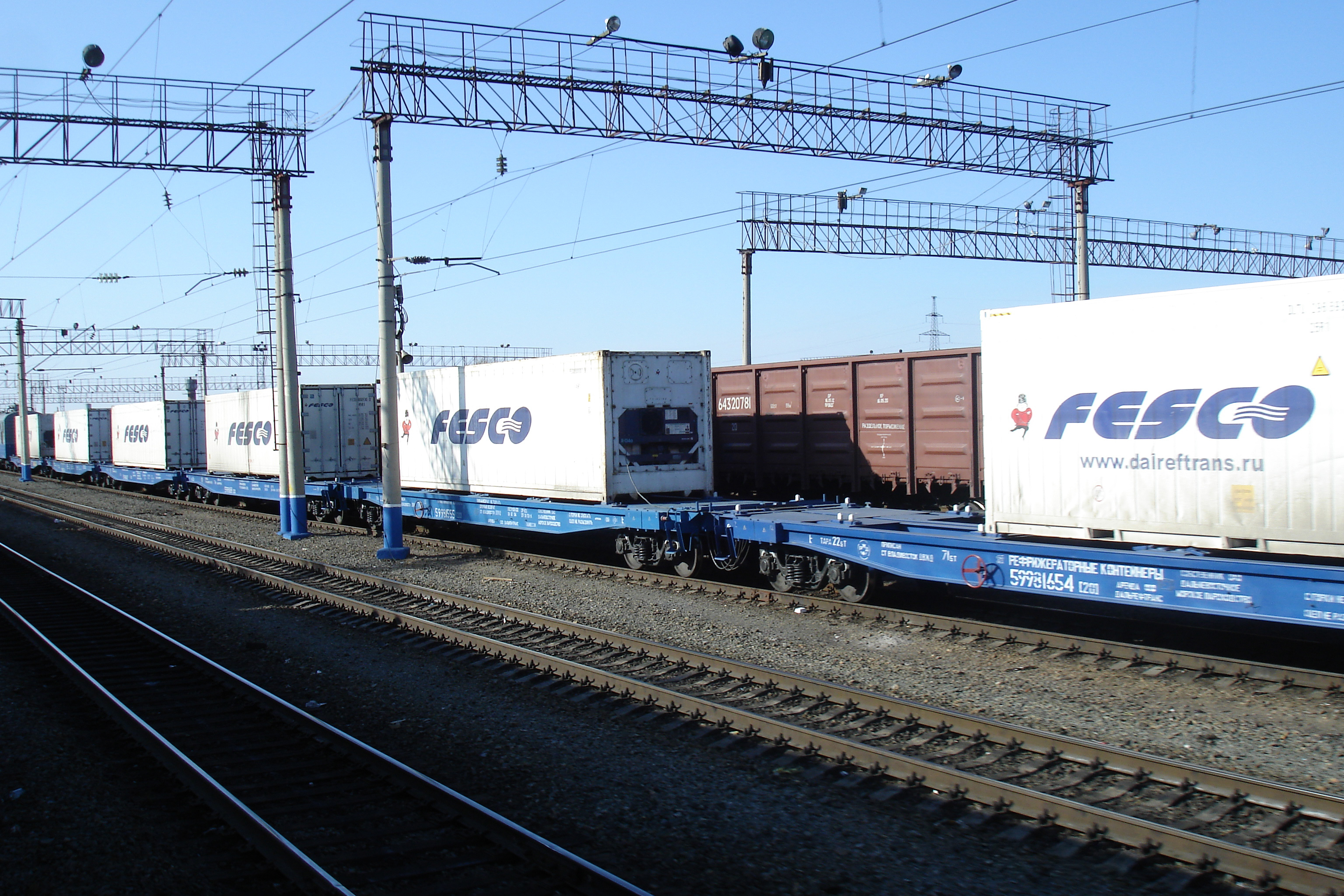
Контейнеры-рефрижераторы на фитинговых платформах модели 13-2116-01. Фитинговые упоры рассчитаны для установки контейнеров разной длины и в разном сочетании, в данном случае на фото видно, что под контейнерами 3 пары упоров (6 пар справа и слева) откинуты вниз в нерабочее положение, так как в рабочем положении будут упираться в дно контейнера. Контейнеры держатся на 4-х упорах по углам. Остальные не задействованные упоры в различном положении. Платформы оборудованы электрическими разъёмами для подключения оборудования контейнеров, электропитание из вагона сопровождения в составе поезда

- модель 13-3103-01, для перевозки одного 40-футового контейнера (на фото) постройки БМЗ.
- модель 13-9004M, для перевозки автомобильной техники, а также универсальных крупнотоннажных контейнеров массой брутто 10, 20 и 30 т в различном сочетании постройки производства КВЗ.
- модели 13-4140, для перевозки различных грузов: литых слябов различной длины, температура которых при загрузке не превышает 100 °С, сортового проката и арматуры, листового проката, двух 20-футовых или одного 40-футового контейнера. Для такой универсальности платформа оборудована стационарными боковыми стенками, расположенными на консольных частях несущей рамы, боковыми опорными стойками, переставными торцевыми стенками, ограничивающими продольное смещение грузов различной длины и типовыми фитинговыми упорами для контейнеров, которые в нерабочем положении не препятствуют свободной укладке металлургических грузов.[4]

Новые 40-футовые фитинговые платформы:
- модели 13-6851-01/13-6851-05 выпускаются на АО «Тихвинский вагоностроительный завод». Платформы предназначены для перевозки крупнотоннажных контейнеров и контейнеров-цистерн массой брутто до 36 т, а также специализированных контейнеров массой брутто не более 40 т.

Новые 80-футовые фитинговые платформы позволяют осуществлять перевозку двух стандартных 40-футовых контейнеров:
- модель 13-644,  выпускаемая с 2020 года на АО «Барнаульский ВРЗ» — Барнаульском вагоноремонтном заводе[5]
- модель 13-9781, выпускаемая с 2010 года на ЗАО «Промтрактор-Вагон» — Канашском вагоноремонтном заводе
- модель 13-2118, выпускаемая с 2005 года на ООО «Кемеровохиммаш» — Кемеровском филиале ОАО «Алтайвагон»
- модель 13-7024, производства КВЗ
- модель 13-3115-1, постройки БМЗ.
- модель 13-6903, выпускается на АО «Тихвинский вагоностроительный завод». Платформа предназначена для перевозки крупнотоннажных контейнеров и контейнеров-цистерн для неопасных грузов с массой брутто до 36 тонн.

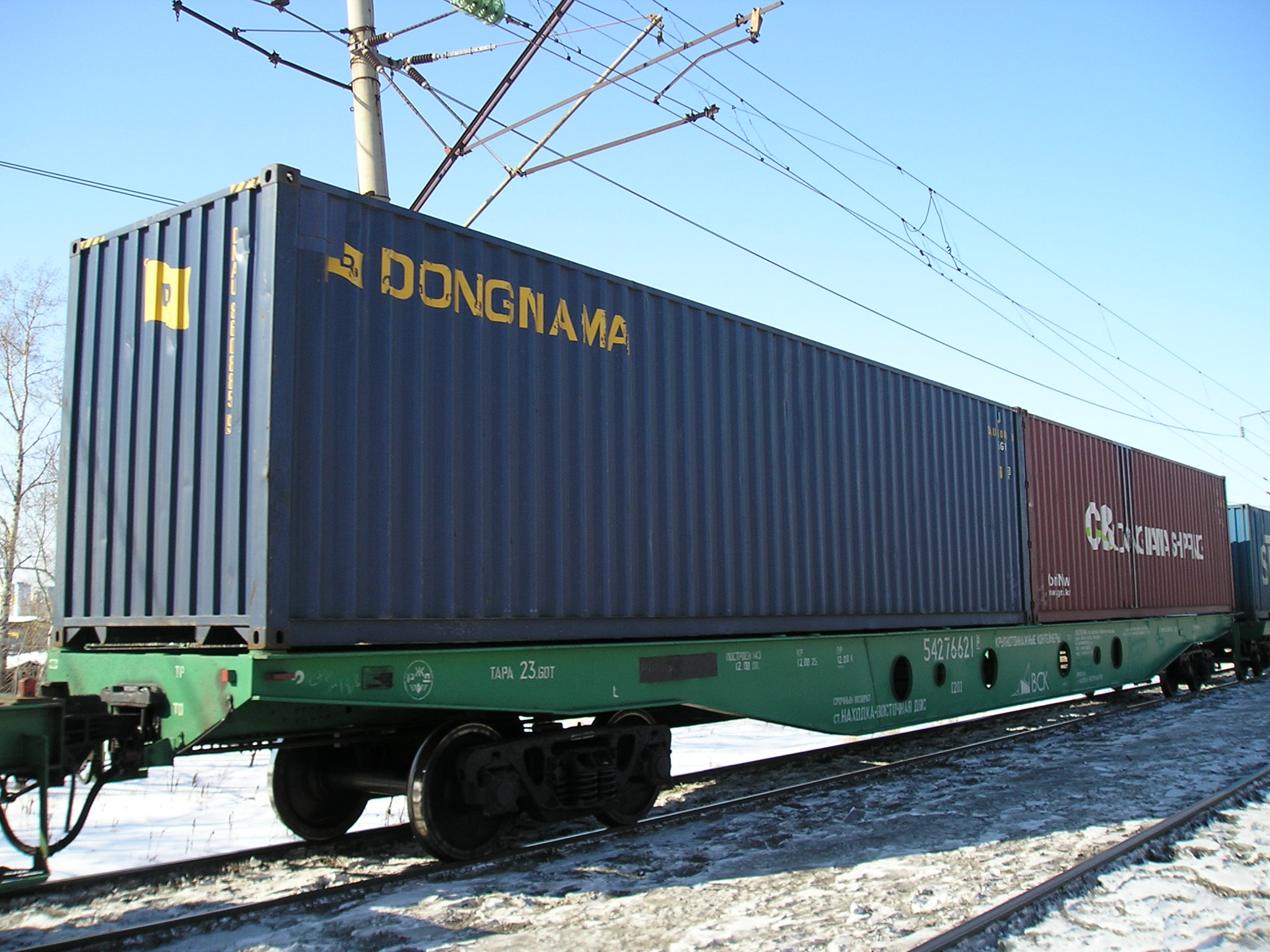
80-футовая фитинговая платформа с двумя 40-футовыми контейнерами. Задействованы торцевые и средние упоры платформы, остальные под контейнерами откинуты.
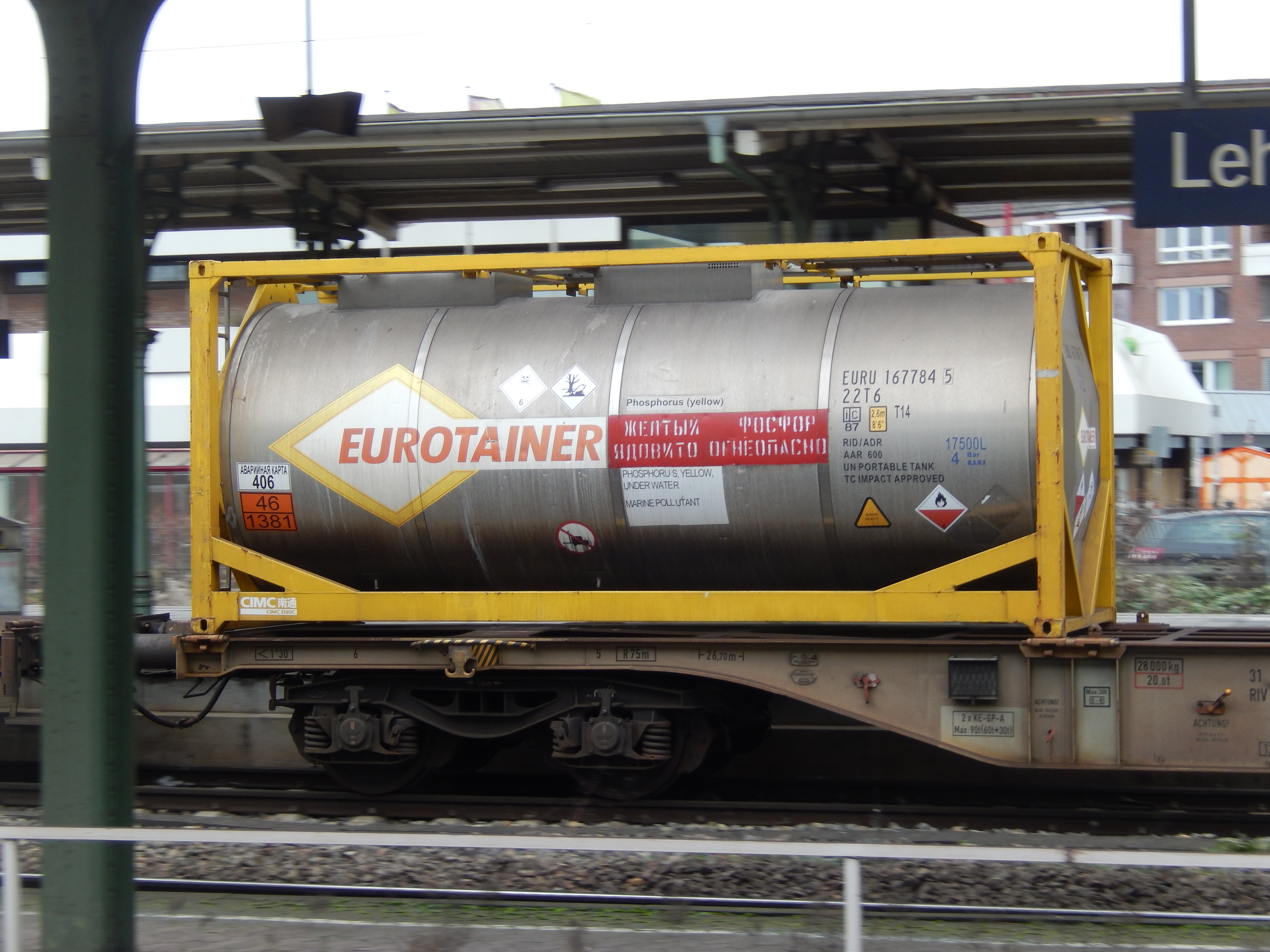
Контейнер-цистерна на фитинговой платформе. Германия
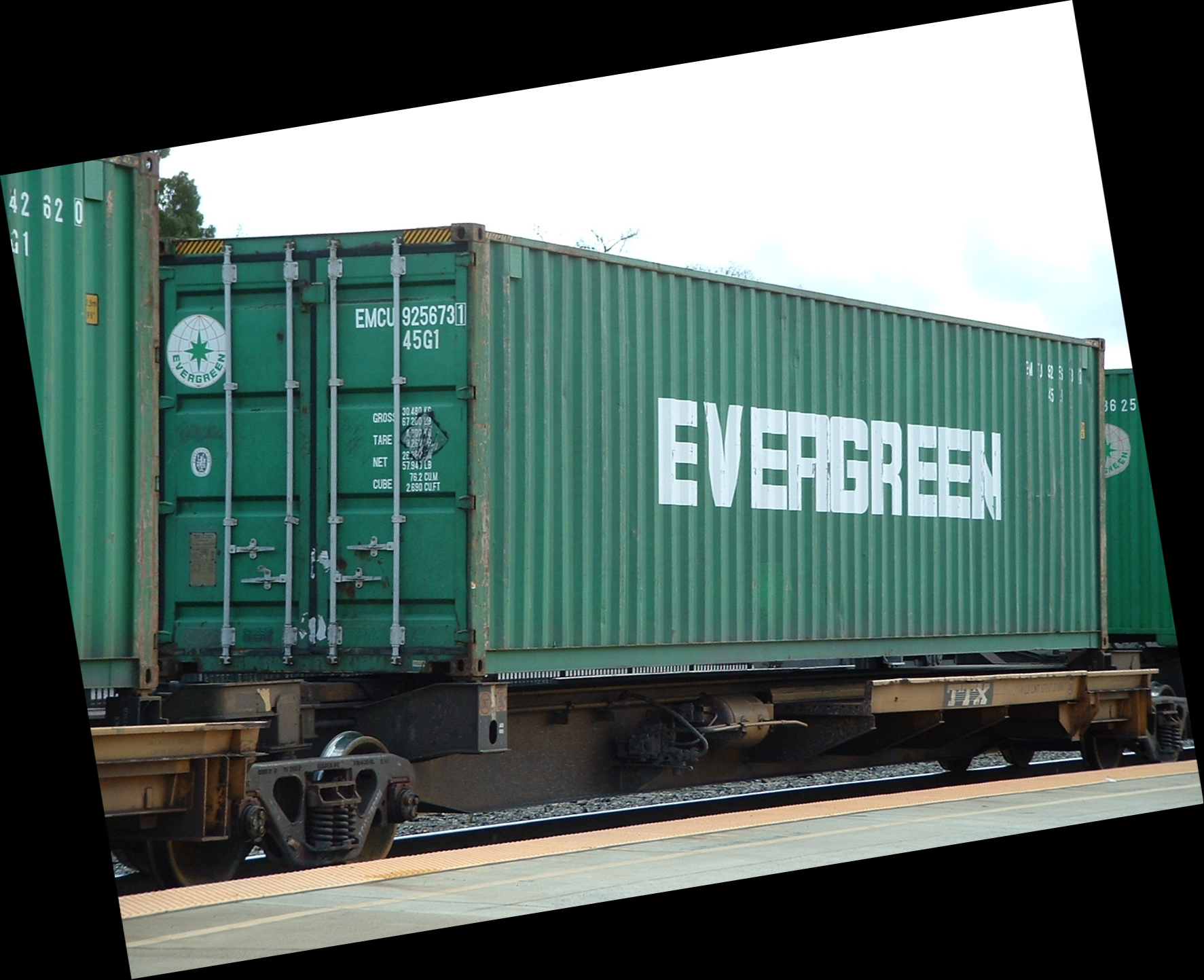
Контейнер на фитинговой платформе. Дальняя пара упоров передвижная для установки контейнеров разной длины. США

## Платформы колодцеобразного типа
Альтернативу фитинговым платформам могут составить платформы колодцеобразного типа. Перспективная модель 13-3124, постройки БМЗ, позволяет перевозить контейнеры друг на друге в два яруса, что позволяет увеличить количество перевозимых контейнеров по сравнению с платформами традиционной конструкции. В России для этого должны быть изменены габариты приближения строений, так как высота 2 контейнеров уже превышает максимально допустимую высоту даже без учёта высоты рельсов и минимального зазора между рельсом и днищем подвижного состава. Это широко практикуемый способ перевозки на направлениях железных дорог США и Канады с тепловозной тягой (из-за габаритов погрузки и подвижного состава).

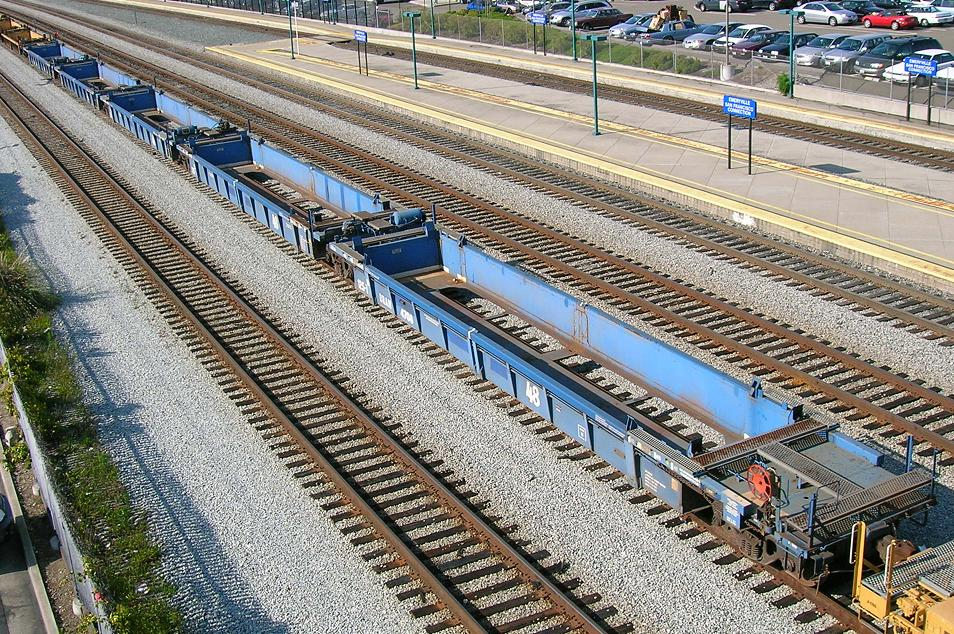
Платформа-«колодец»
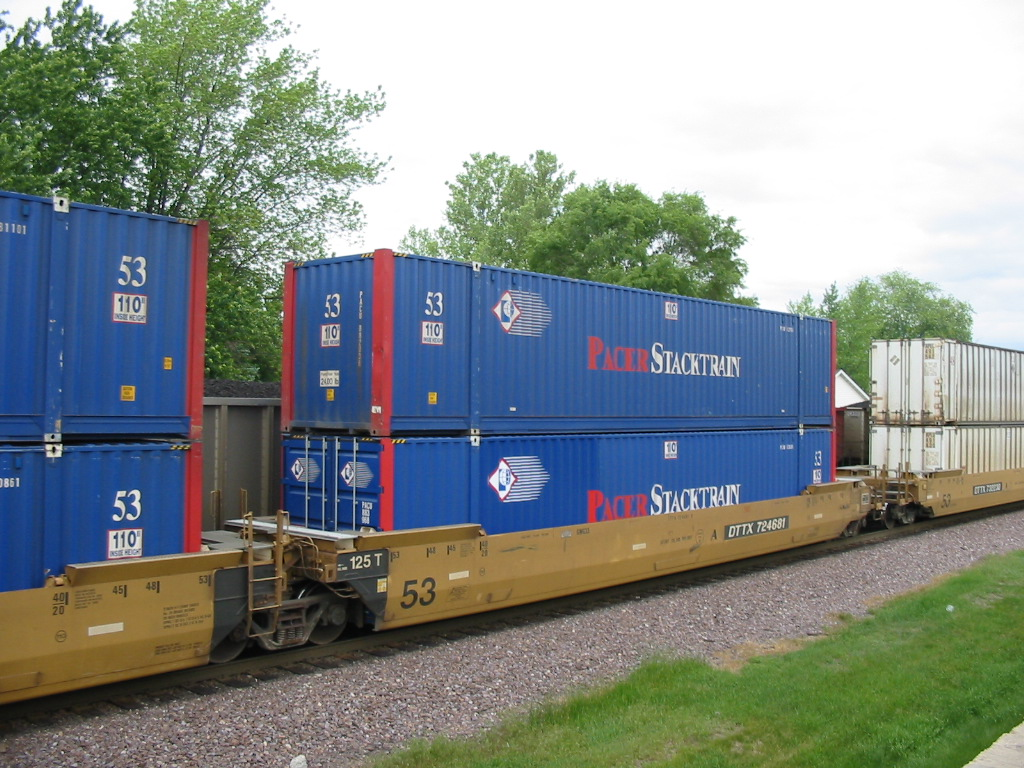
Контейнеры установленные в 2 яруса в колодцеобразной платформе